# Oxalis squamosoradicosa
Oxalis squamosoradicosa är en harsyreväxtart som beskrevs av Ernst Gottlieb von Steudel. Oxalis squamosoradicosa ingår i släktet oxalisar, och familjen harsyreväxter. Inga underarter finns listade i Catalogue of Life.